# باري ارين
باري ارين (بالإنجليزية: Barry Warren)‏ هو ممثل بريطاني، ولد في 12 يوليو 1933 بلندن في المملكة المتحدة، وتوفي في 22 فبراير 1994 في المملكة المتحدة.

## وصلات خارجية
- باري ارين على موقع IMDb (الإنجليزية)
- باري ارين على موقع قاعدة بيانات الفيلم (الإنجليزية)